# جبل برك (الخبت)

تعديل مصدري - تعديل

جبل برك هي إحدى قرى عزلة بني عمارة بمديرية الخبت التابعة لمحافظة المحويت، بلغ تعداد سكانها 414 نسمة حسب تعداد اليمن لعام 2004.